# علي حيدر (عسكري)
علي حيدر (1932 - 5 أغسطس 2022) المعروف باسم "الأب الروحي للقوات الخاصة السورية"، كان قائد القوات الخاصة السورية لمدة 26 عاما ومن المقربين إلى الرئيس حافظ الأسد. وكان أيضا أحد أعضاء دائرته الداخلية.

## الحياة الشخصية والعائلة
ولد حيدر في عام 1932 في قرية حله عارا، بيت ياشوط ، منطقة جبلة، والتي كانت آنذاك جزءا من دولة العلويين التي شكلتها الإدارة الفرنسية في سوريا.
ليس من الواضح تماما إلى أي قبيلة علوية ينتمي علي حيدر، ومصادر مختلفة ترجع نسبه إما إلى قبيلة خياطين، المتحالفة تقليديا مع قبيلة الكلبية؛ التي تنتمي إليها عائلة الأسد. أو ربما لقبيلة حدادين، التي ينتمي إليها صلاح جديد.
وكان صديق الطفولة لحافظ الأسد.
اثنين من أولاده الخمسة متزوجان من خارج الطائفة العلوية، فابنه متزوج من امرأة سنية وابنته متزوجة من رجل شيعي.

## الحياة المهنية
انضم حيدر إلى حزب البعث المؤسس من قبل ميشيل عفلق كطالب في المدرسة، وانتدب كضابط مشاة في الجيش السوري في عام 1952، بعد دراسته في الكلية الحربية في حمص.
وصل حزب البعث إلى السلطة في سورية بعد انقلاب الثامن من آذار 1963. تدرج حيدر ليصبح قائد للقوات الخاصة السورية في عام 1968 بعد تقليه لتدريب في أكاديمية القوات المحمولة جوا السوفيتية. بقي حيدر قريبا من صديق طفولته حافظ الأسد، ودعمه في انقلاب الحركة التصحيحية 1970، والذي جلب حافظ إلى السلطة. قدم حيدر الدعم العسكري لحافظ خلال الانقلاب، مما ساعد على طرد صلاح جديد والرئيس نور الدين الأتاسي.
بقي حيدر قائدا للقوات الخاصة تحت حافظ، وبرز كشخصية رئيسية في الدائرة المقربة منه، وكان واحدا من أكثر الضباط الموالين لحافظ. ساعدت المكانة العالية لحيدر وانتمائه إلى قبائل علوية مختلفة حافظ الأسد في احكام سيطرته على الطائفة العلوية، والتي متنها حافظ الأسد أيضا من خلال الزواج وتعيين ممثلي القبائل الأخرى في المناصب الرفيعة. توسعت القوات الخاصة تحت قيادة حيدر في الحجم لتصبح 25,000 رجل، وشكلت جزءا أساسيا من الأجهزة الأمنية للحكومة السورية. تم تدريب القوات الخاصة على العمليات المحمولة جوا، وتفوق عليها في السلطة والقوة فقط من قبل سرايا الدفاع التي يسيطر عليها شقيق حافظ، رفعت الأسد . مثل الفرقة 14 التي أصبحت مضاد قوي الوزن لسرايا الدفاع، حيث كان كلا هذين التشكيلان مجهزان إلى حد كبير بالقوات المجوقلة. ومع ذلك افتقرت القوات الخاصة إلى المدرعات الثقيلة والمدفعية، القدرات التي كانت قوات رفعت تتتمتع بها. بدلا من ذلك، كان تخصصها في العمليات المضادة للدبابات وحرب القناصة. حيدر كان رائدا في التكتيكات والتدريبات العدوانية، واكتسب قناصة القوات الخاصة السورية عقيدة قنص وتكتيكات جعلت لهم سمعة مخيفة لا تزال قائمة حتى يومنا هذا.
تحت قيادة علي حيدر تم نشر وحدات القوات الخاصة في لبنان كجزء من التدخل السوري في الحرب الأهلية اللبنانية. وخلال الحرب اشتبكوا مع وحدات منظمة التحرير الفلسطينية تحت قيادة ياسر عرفات.
غادر حيدر منصبه في 1988 بعد تمدد الأوعية الدموية، إلا أنه عاد في وقت لاحق إلى منصبه في أوائل التسعينيات. ورفض علي حيدر تماما أي شكل من أشكال السلام مع إسرائيل في مؤتمر مدريد 1991.
انتشر حيدر في لبنان في عام 1982 بعد العدوان الإسرائيلي، مشتبكا مع قواته الخاصة مع الجيش الإسرائيلي. لعبت القوات الخاصة دورا رئيسيا خلال الحرب، وكانت تتمركز بشكل رئيسي في بحمدون وطرابلس. ظلوا أيضا مكونا رئيسيا من دفاعات الحكومة السورية ضد التهديدات الداخلية والخارجية، مع وحدات متمركزة على جبل قاسيون مطلة على دمشق، وفي ميناء مدينة طرطوس.

### محاولة انقلاب 1984
وقع حافظ الأسد في المرض في تشرين الثاني عام 1983، وبدأ رفعت الأسد بالتخطيط لانقلاب للاستيلاء على الرئاسة. وكان حيدر مقربا من رفعت، إلا أنه رفض بشدة عندما طلب منه رفعت تقديم الدعم له في الانقلاب. يقال بأن علي حيدر قال:
عزز رفض حيدر القوي المشاركة في أي انقلاب ولائه في عيون حافظ. واجه حيدر في وقت لاحق رفعت في آذار 1984، عندما حاول رفعت تنفيذ انقلابه. بدأت سرايا الدفاع تحت قيادة رفعت بوضع نقاط التفتيش وحواجز الطرق في دمشق، بدأت تحتل بالقوة المباني الحكومية ومراكز الشرطة، وبدأت في نزع سلاح الشرطة، وحتى حاولوا التسلل إلى مقر وزراة الدفاع . حيدر نشر قواته الخاصة ضد سرايا الدفاع التابعة لرفعت في شوارع دمشق، وذلك باستخدام الفصائل المضادة للدبابات لتتصدى مباشرة لوحدات دبابات رفعت ال تي 72 والتي كانت تهدد المباني الحكومية. كما أمر حيدر فصائل القناصة التي تم نشرها بالاسقاط المظلي أو من طائرات الهليكوبتر، بتولي مواقع رئيسية بالقرب من مساكن قادة سرايا الدفاع المعروفين من أجل إرهابهم نفسيا. وحدات القناصة أيضا حاصرت تكتيكيا قاعدة المزة الجوية وبعض قواعد سرايا الدفاع والمنشآت الحيوية. تم تفادي حرب أهلية محتملة فقط بقرار من حافظ، الذي تدخل واسترضى رفعت بجعله نائب الرئيس، قبل إرساله إلى المنفى.

## الاعتقال والتقاعد
علي حيدر، اللواء الركن، تمت إزالته رسميا من منصبه كقائد للقوات الخاصة السورية ومن ثم سجن في 3 آب 1994. زعمت مصادر سورية تحدثت إلى صحيفة الحياة أن حيدر كان قد سجن لعدم اتباعه أوامر عسكرية، على الرغم من أن البعض الآخر ادعى أن الاعتقال جاء نتيجة انتقادات من حيدر لحافظ الأسد لاستدعائه بشار الأسد إلى سوريا من لندن، حيث كان يدرس، من أجل إعداده للحكم عقب وفاة شقيقه باسل الأسد. اعترض حيدر على ما يبدو على فكرة تخطيط حافظ لإبقاء الخلافة على الرئاسة السورية داخل عائلة الأسد. واقترح أيضا أن إزالته كانت مرتبطة بمعارضته القوية لمحادثات السلام التي أجريت بين مبعوثين سوريين وإسرائيليين في واشنطن.
تم إلقاء القبض عليه وسجنه خلال عملية إعادة هيكلة الجيش السوري التي تهدف إلى إزالة القادة العسكريين العلويين قوي النفوذ، وهذا بدوره يمهد الطريق لخلافة الرئاسة من حافظ الأسد. واقترح أيضا أن اعتقال علي حيدر قد صاحبه إلقاء القبض على عدد من كبار المسئولين في الدولة العلوية الذين إما لدعمهم لحيدر أو لمشاركته انتقاده لخطط حافظ من اجل الرئاسة. تم استبداله باللواء علي حبيب، وهو من أفراد العشيرة العلوية مطورة من صافيتا. وكان حبيب قائدا سابقا للفرقة السابعة آليات وقاد القوات السورية في حرب الخليج عام 1991. ونقلت صحيفة كريستيان ساينس مونيتور عن محلل أردني أن حبيب اختير نظرا لإظهار نفسه مطواعا لأوامر حافظ في حرب الخليج، كما أنها أظهرت التزاما بقيادة حافظ على مدى فترة طويلة في المواقف الإيديولوجية البعثية ضد ما اعتبروه الإمبريالية الغربية.
وعلى الرغم من اعتقاله لم يقدم حيدر ابدا للمحاكمة أو التشهير العلني، ولكن بدلا من ذلك تمت معاملته بشكل جيد في فترة اعتقاله الوجيزة قبل أن يطلق سراحه ويحال على التقاعد. وكان لا يزال شخصية مهمة في حزب البعث السوري والجيش السوري حتى موت حافظ في عام 2000.

## وفاته
توفي في 5 أغسطس عام 2022 في محافظة اللاذقية (قرية بيت ياشوط).